# Cornus excelsa
Cornus excelsa är en kornellväxtart som beskrevs av Carl Sigismund Kunth. Cornus excelsa ingår i släktet korneller, och familjen kornellväxter. Inga underarter finns listade i Catalogue of Life.